# Teorema della bisettrice
Il teorema della bisettrice dell'angolo interno di un triangolo è un teorema della geometria elementare che è una particolare conseguenza del teorema di Talete.

## Enunciato

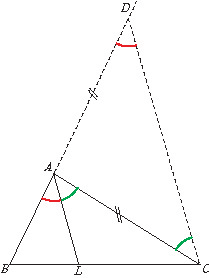

In un triangolo due lati stanno fra loro come le parti in cui resta diviso il terzo lato dalla bisettrice dell'angolo interno ad esso opposto.
In altri termini: dato il triangolo ABC sia AL la bisettrice dell'angolo interno in A; sussiste allora la proporzione
{\displaystyle \scriptstyle BA:AC=BL:LC}

## Dimostrazione
Si conduca dal vertice C la parallela alla retta AL fino a incontrare il prolungamento del lato BA dalla parte di A nel punto D. Il triangolo ACD è isoscele perché i suoi angoli in C e in D sono congruenti. Infatti:
{\displaystyle \scriptstyle A{\widehat {C}}D=C{\widehat {A}}L} perché alterni interni rispetto alle rette parallele AL e DC tagliate dalla trasversale AC;
{\displaystyle \scriptstyle A{\widehat {D}}C=B{\widehat {A}}L} perché corrispondenti rispetto alle rette parallele AL e DC tagliate dalla trasversale AD;
{\displaystyle \scriptstyle C{\widehat {A}}L=B{\widehat {A}}L} perché parti uguali dello stesso angolo.
Per la proprietà transitiva dell'uguaglianza è allora
{\displaystyle \scriptstyle A{\widehat {D}}C=A{\widehat {C}}D}. Si ha pertanto che i segmenti AC e AD sono congruenti.
Per il teorema di Talete sussiste la proporzione
{\displaystyle \scriptstyle BA:AD=BL:LC}
e poiché AC e AD sono congruenti anche
{\displaystyle \scriptstyle BA:AC=BL:LC}